# Régiment de Prusse (1806-1813)
Le Régiment de Prusse est un régiment étranger formé fin 1806 avec des prisonniers de guerre prussiens, qui seront engagés par l'armée française dans la guerre d'Espagne de 1808 à 1812.

## Origine

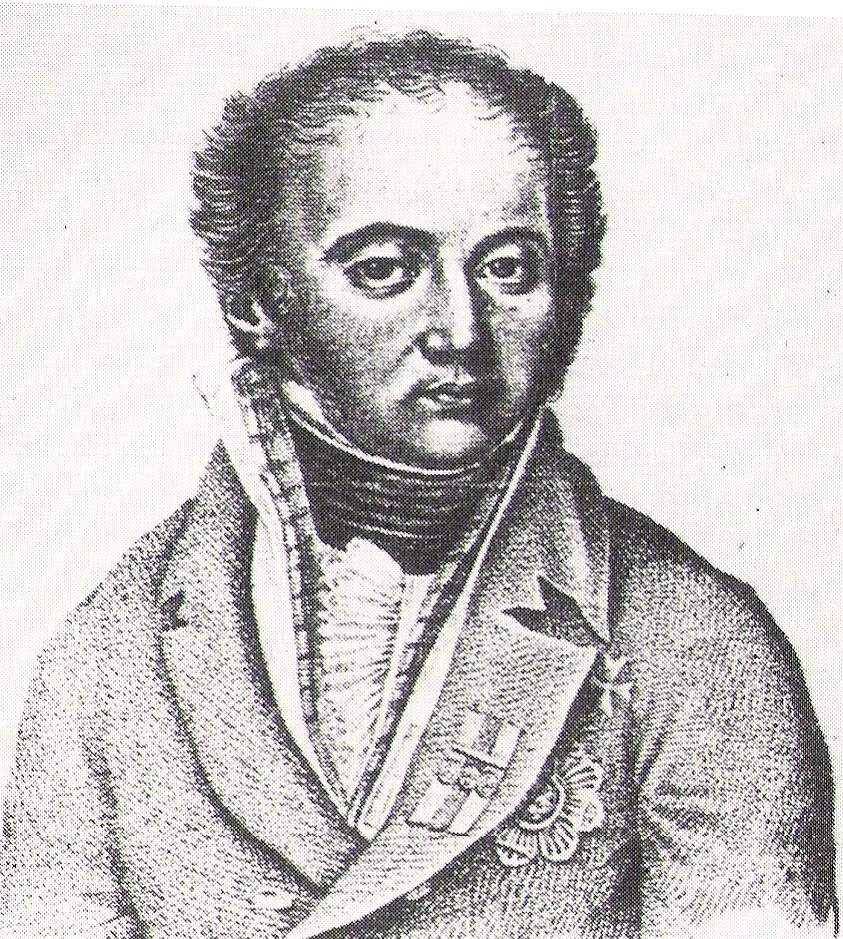
Le prince Charles Frédéric Louis Maurice d'Isembourg est chargé de la levée du 2e régiment étranger (dit Régiment d'Isembourg) et du Régiment de Prusse.

Le régiment est levé le 13 novembre 1806 à la suite d'une lettre adressée par le maréchal Berthier au nom de Napoléon Ier au prince Charles Frédéric Louis Maurice d'Isembourg. Le prince, colonel de l'armée française, est informé que Napoléon souhaite former un régiment étranger de Prussiens. L'Empereur charge Isembourg de sélectionner des officiers, tandis que les soldats du rang doivent être choisis parmi les Prussiens qui ont déserté de l'armée prussienne.
Le régiment est formé en un régiment d'infanterie avec trois bataillons ; toutefois, l'organisation exacte de l'unité reste imprécise, soit qu'il ait été constitué comme un régiment d'infanterie légère ou d'infanterie de ligne. La formation se déroule à Leipzig entre novembre et décembre 1806. L'affiche de recrutement pour le Régiment de Prusse est rédigé par le prince d'Isembourg : « courageux guerriers, ralliez vous aux étendards de Napoléon le Grand et suivez ses pas qui vous guideront vers la victoire et la renommée immortelle. ». Le régiment est rapidement mis sur pied et Isembourg est promu au rang de général de brigade le 16 décembre 1806.

## Historique et campagnes

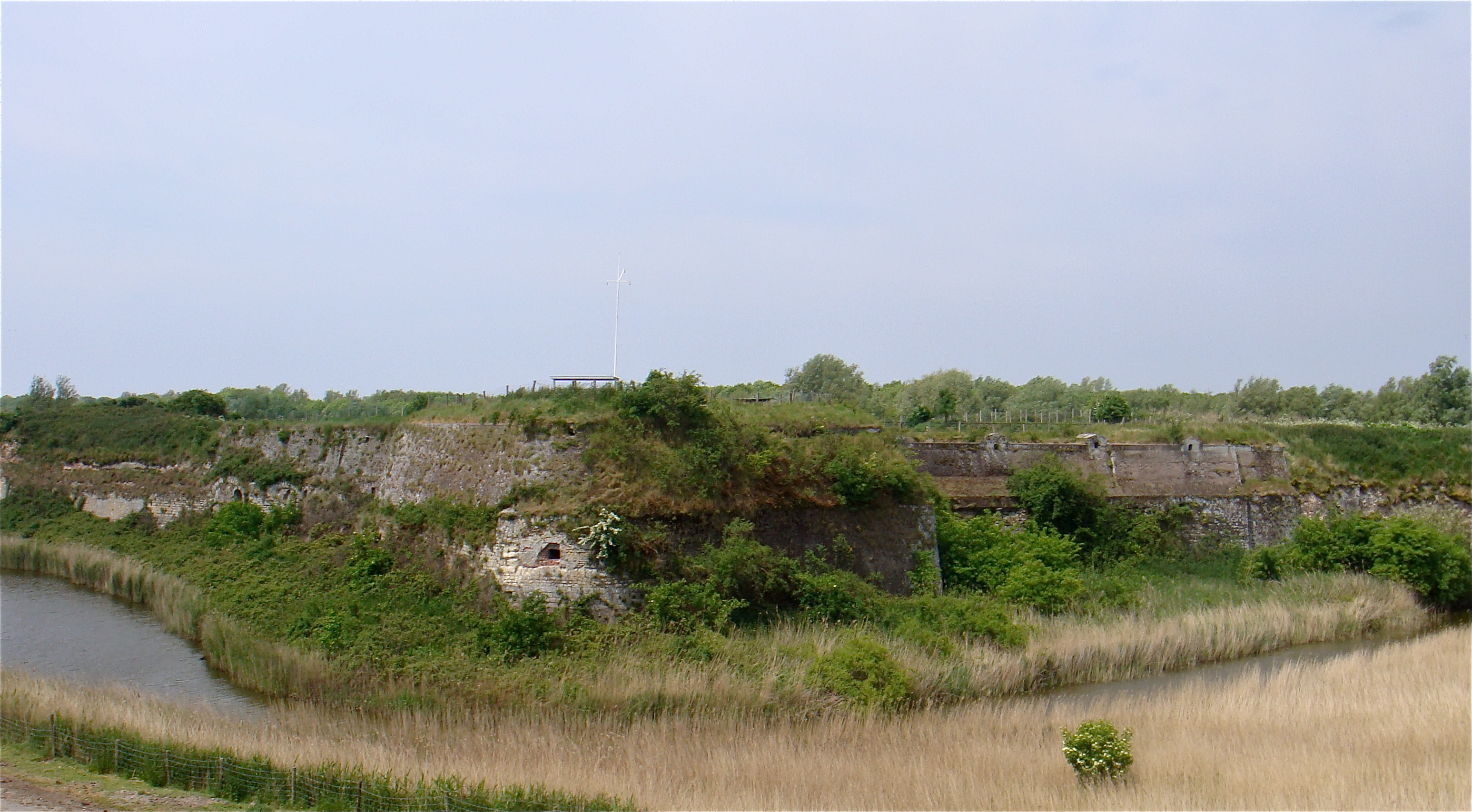
Vestiges du fort de Flessingue, ville des Pays-Bas où le régiment tient garnison et affronte les Britanniques en 1809.

Après sa formation, l'unité est transférée en France pour des tâches de garnison. Bien que les désertions restent un problème, le régiment aligne 2 700 hommes au 19 novembre 1807. Début 1808, le 1er bataillon est affecté à la 3e division d'observation côtière du corps du maréchal Moncey en Espagne. Il prend part à la répression de la révolte à Madrid le 2 mai 1808. Après avoir participé à l'offensive française en Espagne à Valence en juin, le 1er bataillon est affecté en garnison à Vitoria.
Les 2e et 3e bataillons sont quant à eux stationnés à Flessingue aux Pays-Bas. À l'été 1809, les Britanniques attaquent Flessingue et, en dépit de la résistance de la garnison, les deux bataillons prussiens sont capturés et les soldats sont faits prisonniers. Le 2e bataillon du Régiment de Prusse est reconstitué à partir de nouvelles recrues et des effectifs du dépôt du régiment.
Début 1810, un nouveau 2e bataillon est prêt et est envoyé en Espagne. Le bataillon souffre cependant de nombreuses désertions, la plupart d'entre eux rejoignant les guérilleros combattant les Français. En 1810, le 2e bataillon du régiment est affecté au VIIIe corps du général Junot pour la défense du Portugal. Le 21 avril, le bataillon capture la ville d'Astorga après de violents combats. 

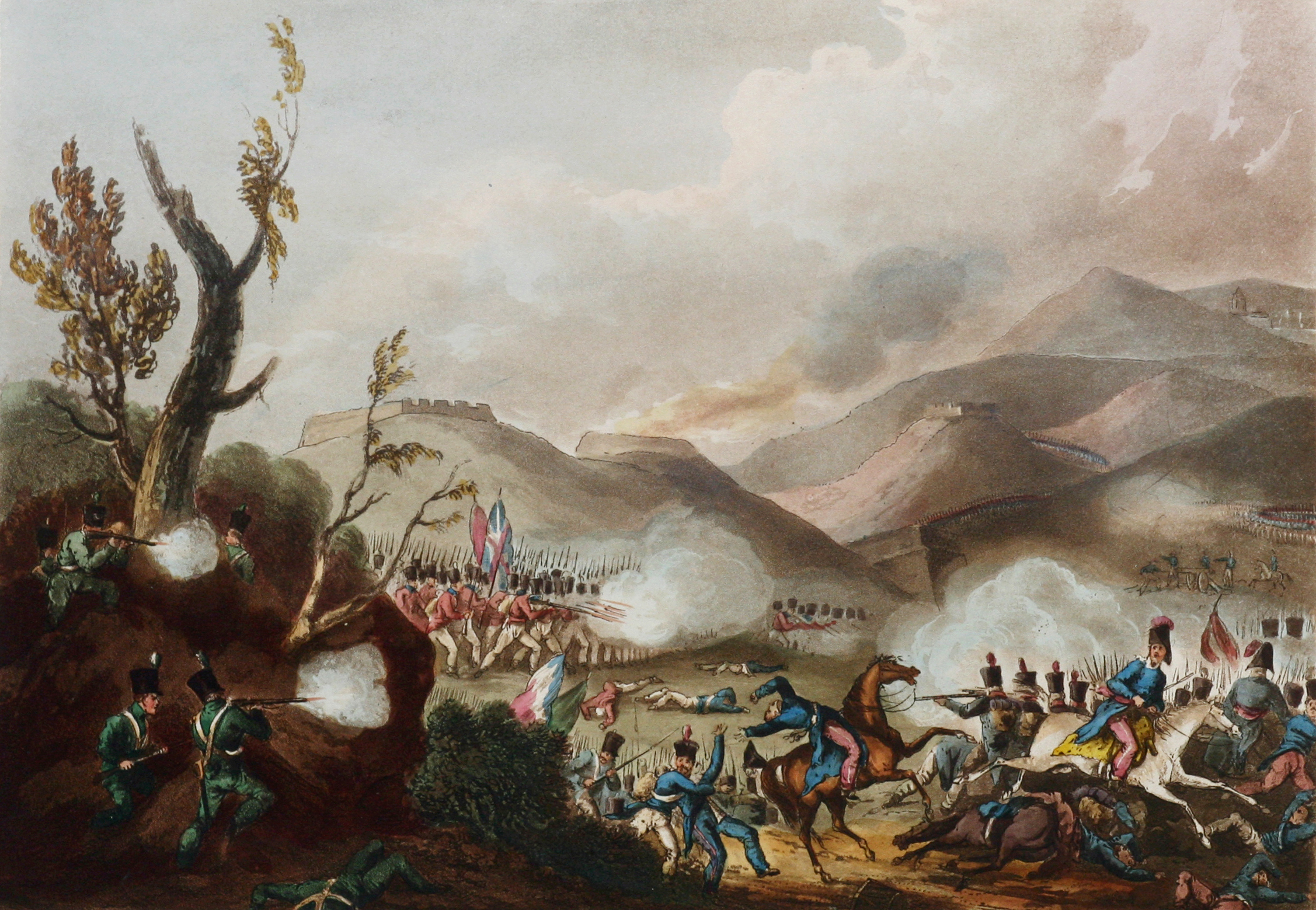
La bataille de Buçaco, le 27 septembre 1810.

Le 5 août, Napoléon ordonne que les 1er et 2e bataillons sont regroupés afin de combattre ensemble. Le régiment ainsi réuni sert au Portugal de 1810 à 1811, protégeant l'artillerie et les bagages français d'une attaque surprise. Le régiment de Prusse se bat également à la bataille de Buçaco le 27 septembre 1810. Au printemps de 1811, il est en poste à Ciudad Rodrigo et prend part à une action non loin de la ville, le 18 juin 1811. Il reste en garnison jusqu'à l'été 1811. Le 3 août, le régiment de Prusse devient le 4e régiment étranger.
Le régiment se comporte d'une façon médiocre lors d'une attaque britannique sur un pont d'Almaraz, le 18 mai 1812. Au cours de l'attaque, le commandant du régiment quitte son poste et l'unité, désorganisée, abandonne le pont. Le 1er bataillon perd son drapeau alors que le régiment ne tire pas un seul coup de feu au cours de l'engagement. Le régiment reste en garnison en Espagne pendant l'année 1813. Il reçoit ensuite l'ordre de se porter sur Lille, Napoléon envisageant d'utiliser les effectifs du régiment pour compenser les pertes subies dans la campagne de Russie avant de revenir sur sa décision. L'unité prend encore part à la Bataille de Woerden (nl), en Hollande, le 24 novembre 1813. Le lendemain, le régiment de Prusse est dissous par décret ; les hommes de confiance sont versés au 3e régiment étranger tandis que les autres sont affectés à un régiment de pionniers formé le 19 décembre.